# Raptor (Cedar Point)
Pour les articles homonymes, voir Raptor.
Raptor sont des montagnes russes inversées du parc Cedar Point, localisées à Sandusky, dans l'Ohio, aux États-Unis.

## Description
Raptor sont des montagnes russes inversées, c'est-à-dire que les passager ont, pendant toute la durée du parcours, les jambes dans le vides. Ce qui permet d'augmenter l'adrénaline et la sensation.
Ces montagnes russes sont composés de six inversions (dans le sens du parcours):
- un looping vertical
- un Zero-G roll
- un Boomerang (deux inversions)
- deux Corkscrew

Raptor se situe juste à côté du Blue Streak. Les rails sont de couleur verte avec les supports bleu-vert.
Le circuit est similaire à celui du The Monster ouvert en 2010 à Walygator Grand Est en Lorraine.

## Statistiques
- Trains : trois trains avec huit wagons par train. Les passagers sont placés à quatre sur un seul rang pour un total de 32 passagers par train.

## Galerie

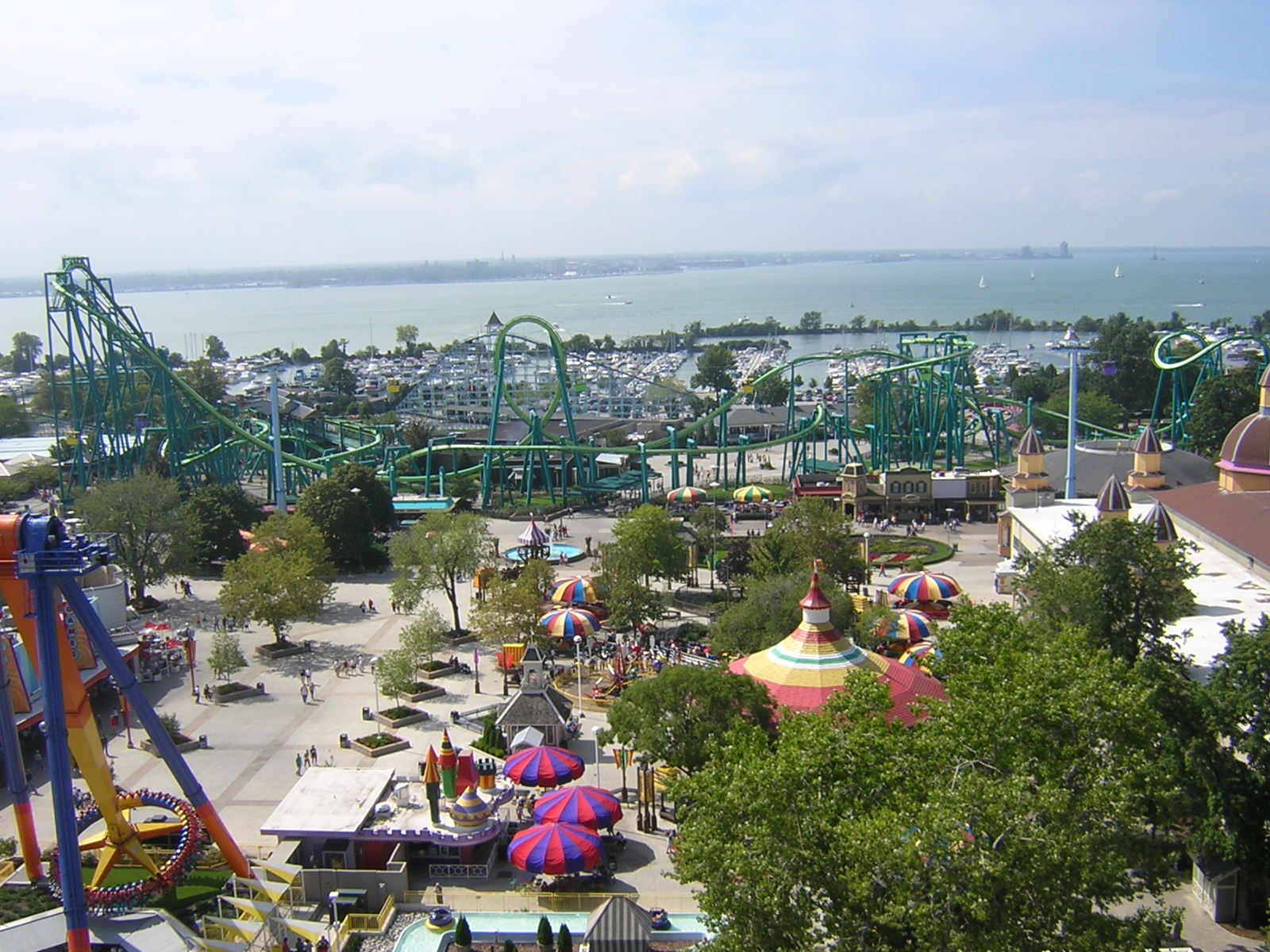
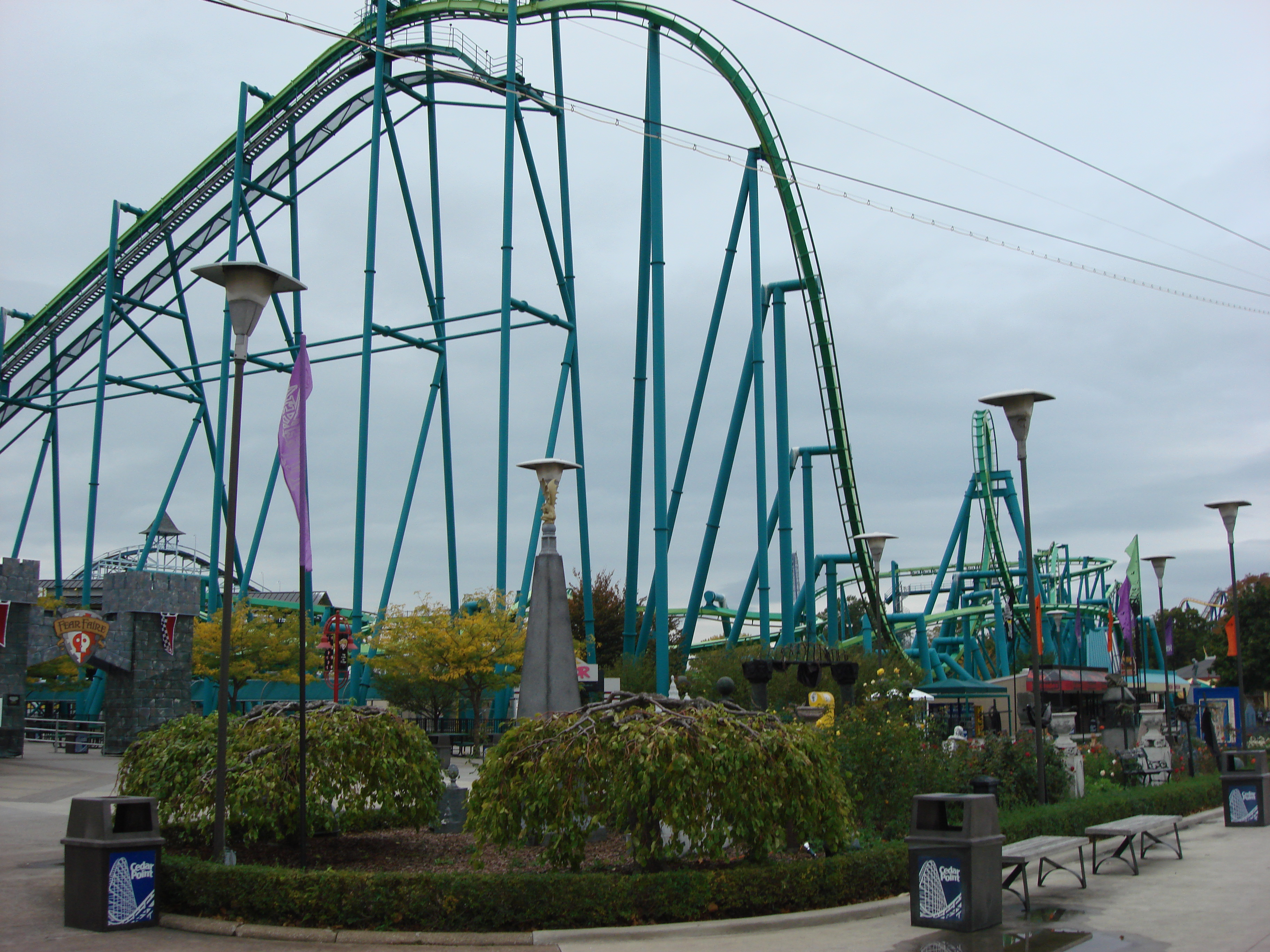
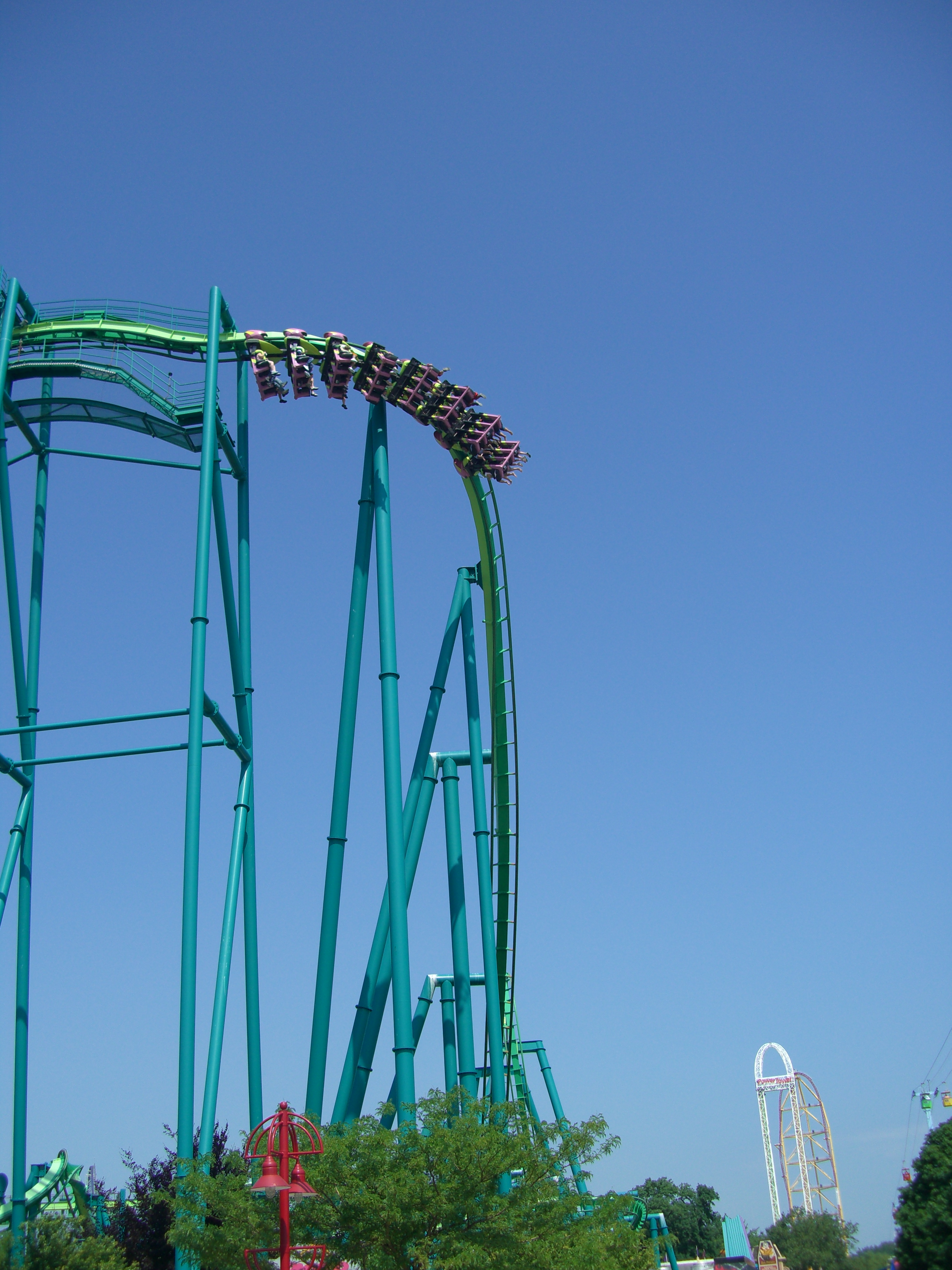
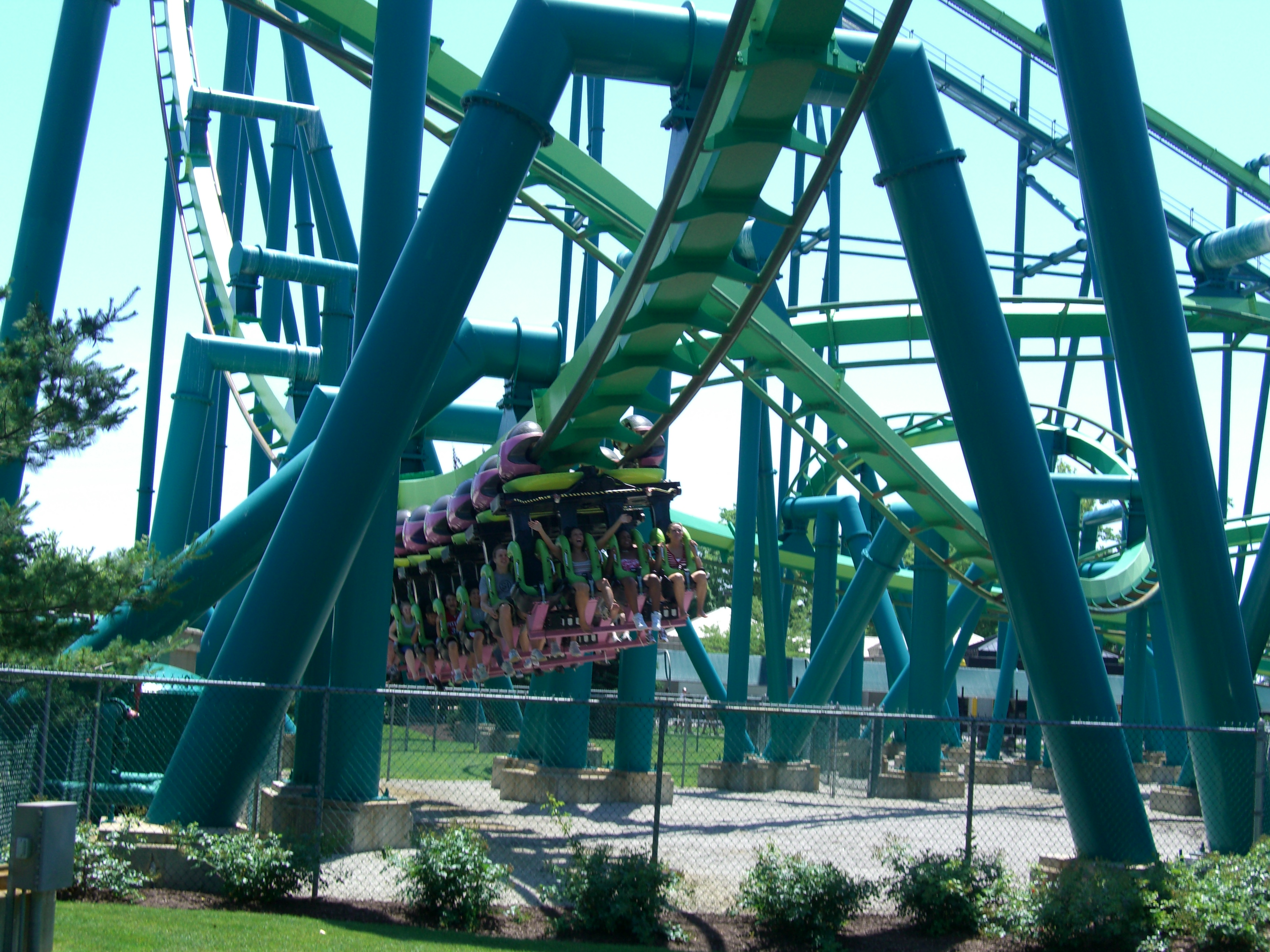
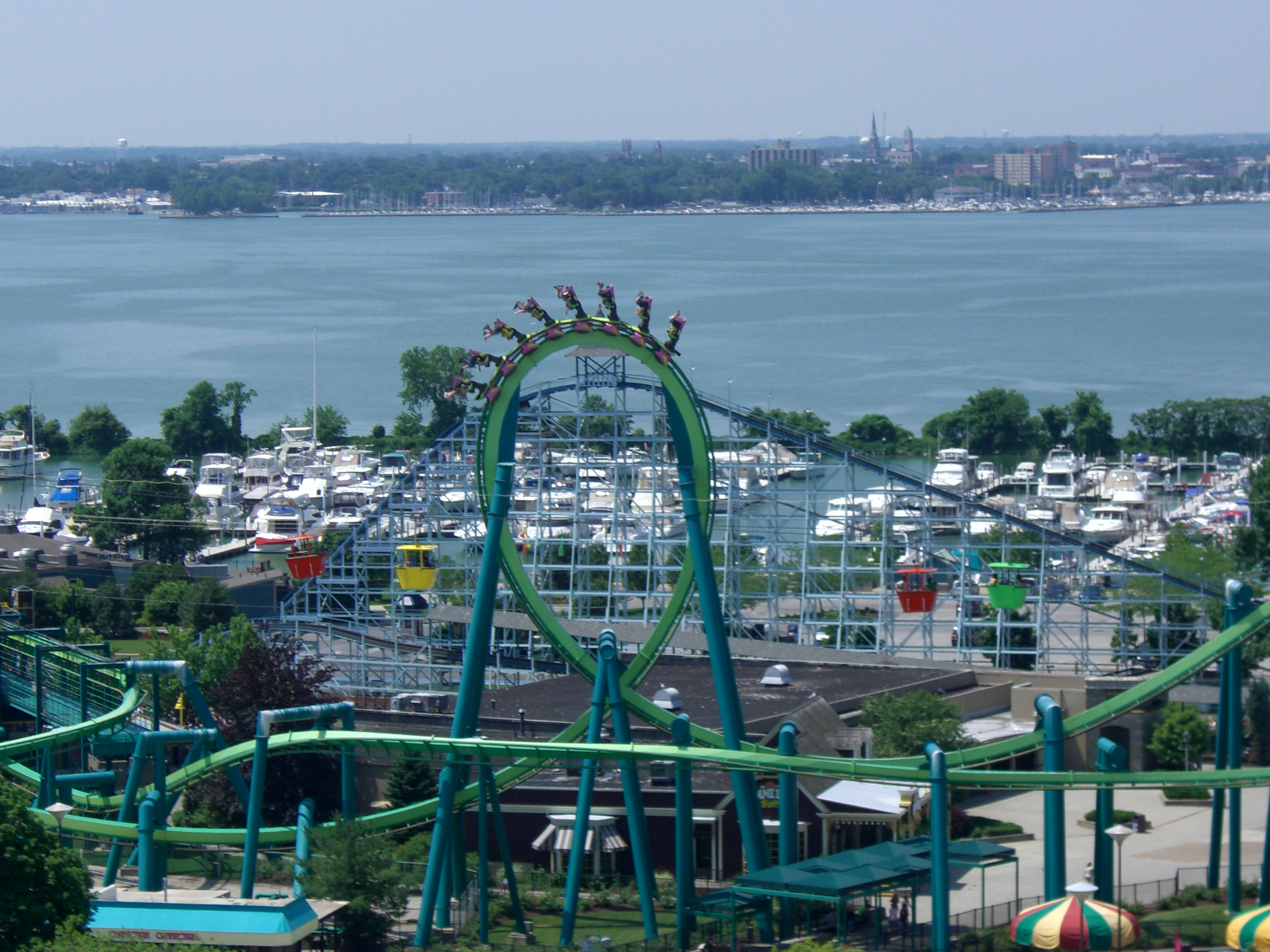
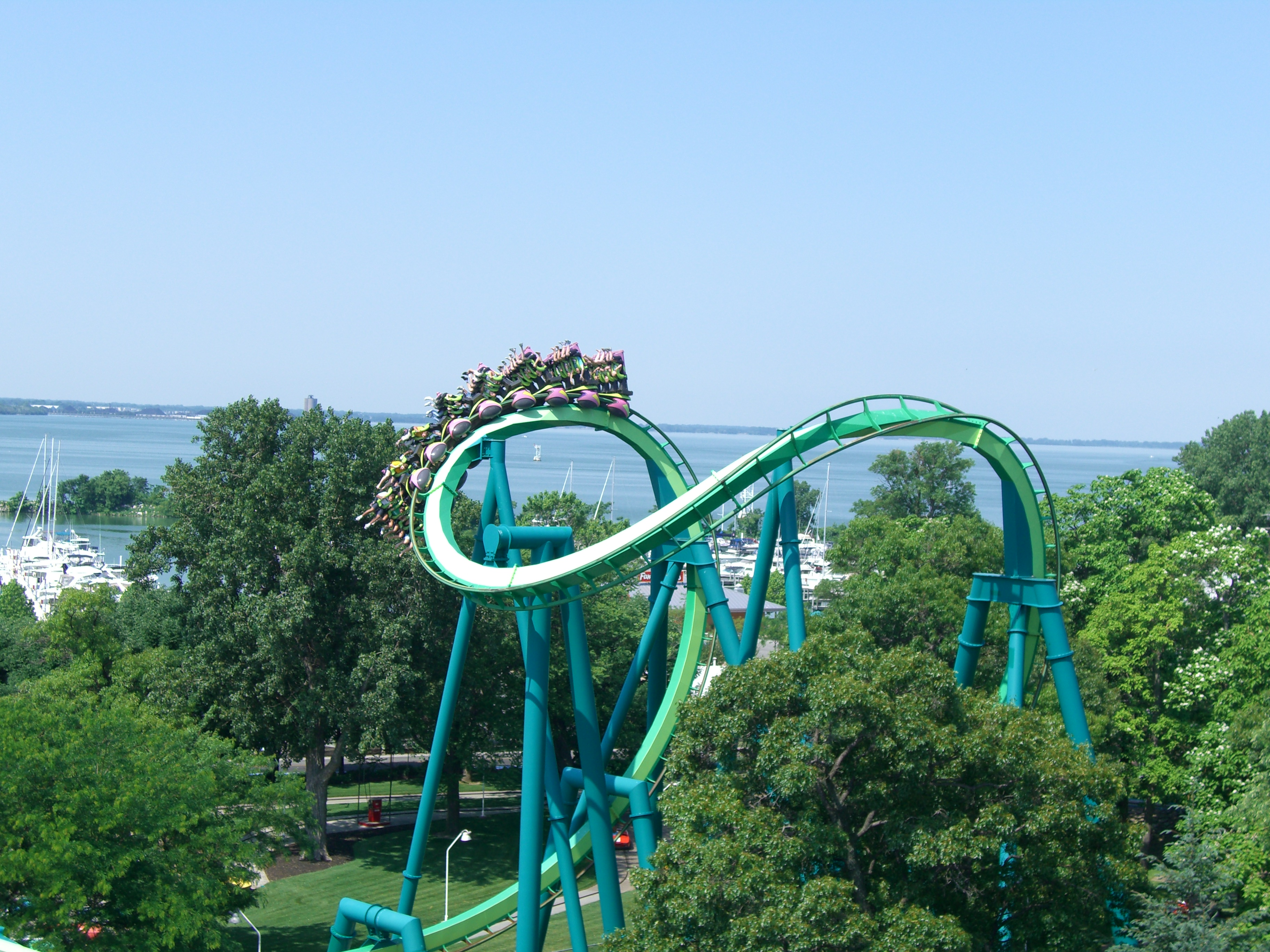
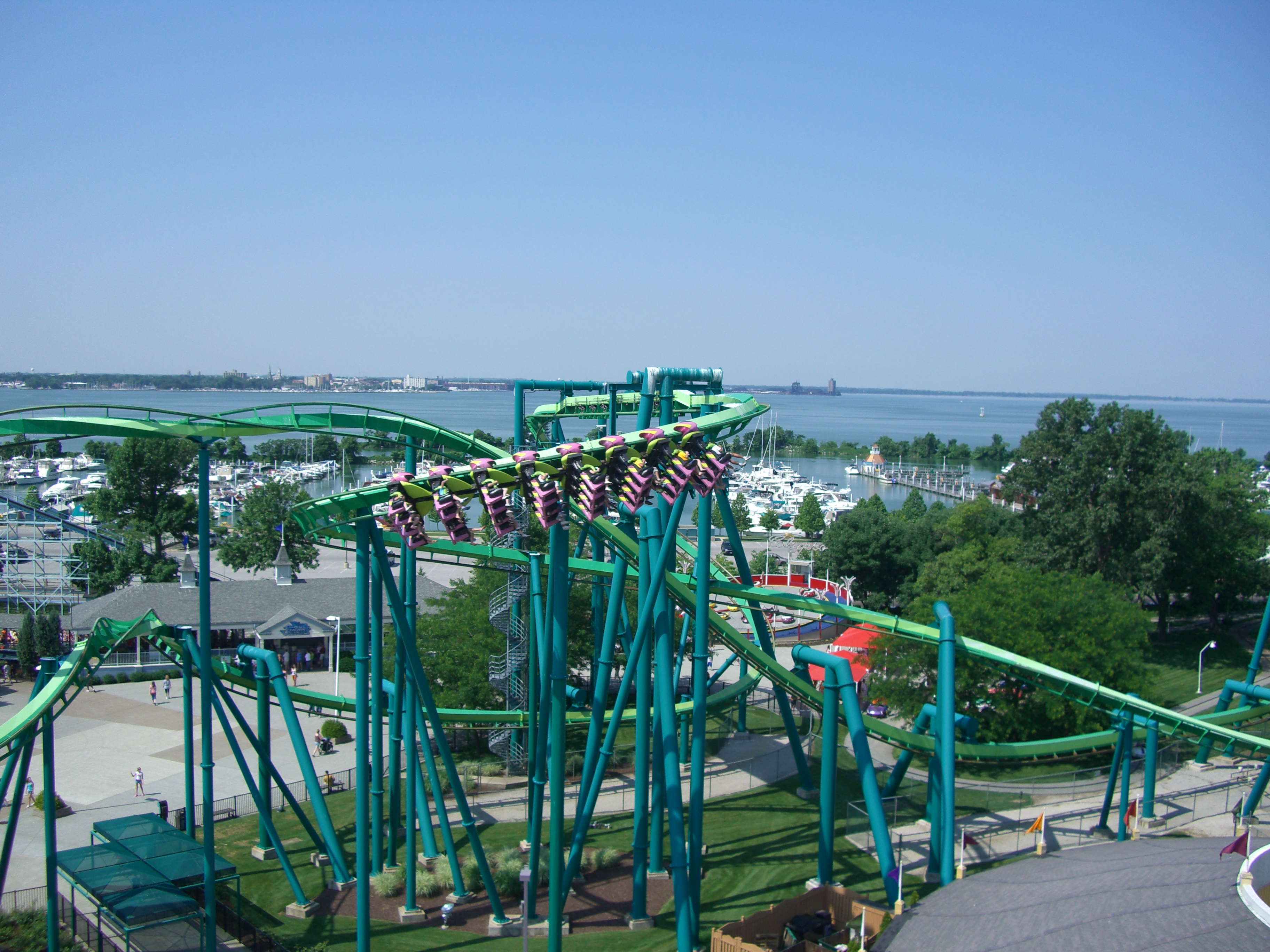
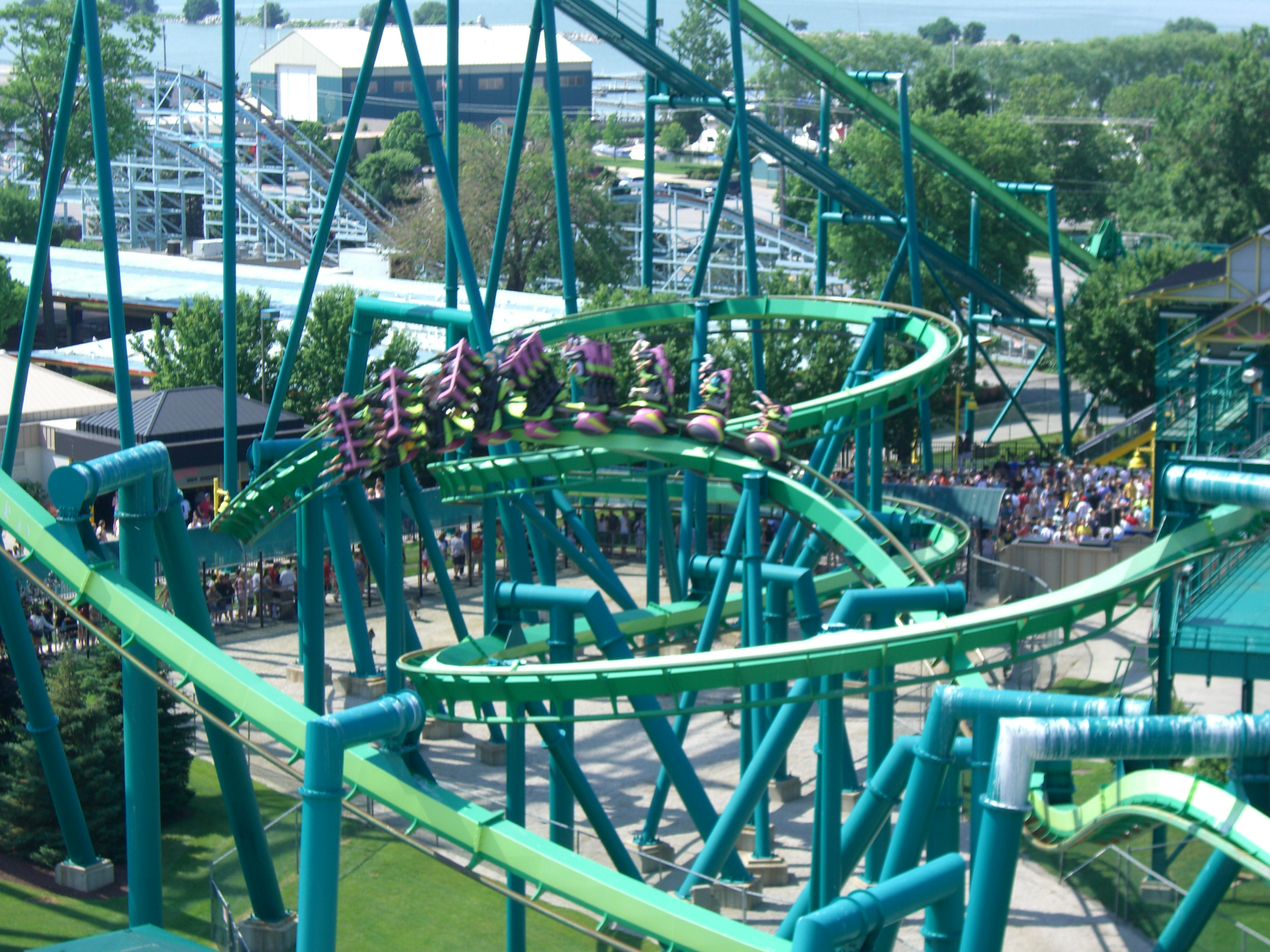